# 烏克蘭生物實驗室陰謀論
烏克蘭生物實驗室陰謀論最早出現在2009年，關於在美國的支持下在軍事生物實驗室在烏克蘭開發生物和化學武器的虛假資訊出現在俄羅斯媒體上。2022年3月俄羅斯入侵烏克蘭期間被大範圍傳播，俄羅斯官員聲稱烏克蘭的公共衛生設施是「秘密的美國資助的生物實驗室」，聲稱正在開發生物武器，這被多家媒體、科學團體和國際機構質疑為虛假資訊。中華人民共和國外交部和官方媒體放大了這一虛假信息。該主張也得到了匿名者Q的推動，並獲得了美國極右翼團體的支持。
俄羅斯國內外的俄羅斯科學家公開指責俄羅斯政府就烏克蘭秘密「生物武器實驗室」的證據撒謊，稱俄羅斯國防部提交的文件描述的是為公共衛生研究而收集的病原體。美國、烏克蘭、聯合國、和《原子科學家公報》也駁斥了這一說法。

## 俄罗斯的指控
自2009年以來，俄羅斯一直聲稱烏克蘭和美國正在開發生物武器。2022年2月24日俄羅斯入侵烏克蘭之後，這類指控急劇增加。
俄羅斯聯邦國防部指責烏克蘭參與了生物武器的開發，包括經典生物武器、基於對人類或動物造成非特異性損害的特別危險病原體的基礎上而開發的生物武器，以及專門針對某些種族群體的遺傳武器。俄羅斯輻射、生物和化學防護部隊負責人伊戈爾·基里洛夫聲稱，烏克蘭實驗室正在研究通過候鳥和蝙蝠傳播特別危險的感染的可能性。外交部長謝爾蓋·拉夫羅夫聲稱「美國及其盟友的任務之一是創造出能夠選擇性地影響不同種族人口的生物製劑」；拉夫羅夫認為，美國和烏克蘭進行的「不是和平實驗，而是旨在製造生物武器的實驗，可以說是種族導向的」。统一俄罗斯主席德米特里·梅德韦杰夫、俄罗斯驻萨拉热窝大使馆官方Twitter账号、俄罗斯国有媒体卫星通讯社和塔斯社也發佈了類似的觀點。
作為證據，俄羅斯國防部透過俄羅斯新聞社發表了關於破壞性病原微生物的文件，聲稱是从美国及其北约盟友在乌克兰生物实验室中获取到的材料 （页面存档备份，存于）。這些文件的內容包括：
- 乌克兰实验室向澳大利亚、德国转移生物材料；
- UP-4项目：研究候鸟迁徙来传播特别危险的传染病的可能性，包括高致病性H5N1流感[36]、纽卡斯尔病毒[37]，项目持续到2020年；
- P-781项目：哈尔科夫实验室研究通过蝙蝠传播细菌和病毒等病原体到人类，这些病原体包括鼠疫、钩端螺旋体病、布鲁氏菌病、冠状病毒和丝虫病毒[37]，此项目与位于格鲁吉亚第比利斯的盧加爾研究中心（英语：Lugar Research Center）联合研究[38]；
- UP-8项目：美国国防部威胁降低局选择位于乌克兰基辅、敖德萨、利沃夫和哈尔科夫的生物实验室来进行该项目，而这些实验室则是研究刚果-克里米亚出血热、钩端螺旋体病、漢他病毒[38]。

然而，其所公佈的文件本身不包含任何類似生物武器的內容。文件中指出的細菌菌株可以從西方收藏品、商業公司購買，許多菌株儲存在俄羅斯科學微生物收藏品中，也許其中一些菌株是從那裡提取的。
2022年5月11日，在俄罗斯国防部新闻发布会上，伊戈尔·基里洛夫称，美国在乌克兰的生物研究室进行非人道的实验。有大量的美国公司以及资金来自美国民主党控制基金会的非政府组织，例如辉瑞、莫德纳、默克以及吉利德在乌克兰境内进行的实验，其目的是研究在具体的地方形成可控制流行病的可能。北约盟国也在乌克兰领土上实施自己的军事生物项目。
2023年4月7日，俄罗斯武装力量辐射、化学和生物防护部队司令称，美国已经重启在乌克兰建设生物实验室的计划，并正在扩大乌克兰生物学家的培训规模。

## 中華人民共和國的反應
中华人民共和国国防部声称“（美国在关于美在乌实验室的）5个问题上，美国欠世界一个清清楚楚的交代”，中华人民共和国外交部发言人赵立坚则要求美国“对其境内生物军事化活动做出全面澄清”并“呼吁美国开放在乌克兰的生物实验室供国际专家独立调查”。

## 美國的反駁
美國國家情報總監艾薇兒·海恩斯表示，烏克蘭既沒有生物武器也沒有核子武器。與此同時，美國負責政治事務的副國務卿維多利亞·努蘭承認，烏克蘭存在正在開展研究的生物實驗室，但與發展生物武器無關。美國國防部發佈了一份新聞稿，其中提供了有關美國與烏克蘭政府合作減少病原體威脅的關鍵事實，该文件显示，在乌生物研究活动旨在降低苏联生物武器计划的危险残留物的影响，并且这些研究活动甚至与俄罗斯相关实验室有着紧密的合作，直到2014年。
在烏克蘭，確實有一些類似於美國疾病控制和預防中心的實驗室，其中包含高度危險的傳染性病原體樣本，用於預防傳染病的爆發和開發疫苗，以及防止可用於開發生物武器的技術、病原體和專業知識的傳播。自2005年以來，在美国国防部威胁降低局的參與下，在敖德薩州、哈爾科夫州、利沃夫州、基輔州、文尼察州、赫爾松州、第聶伯羅彼得羅夫斯克州運營的一些實驗室已經實現了現代化。有關美國在烏克蘭的減少生物威脅計劃的信息以及作為該計劃一部分的烏克蘭實驗室名單，已被發佈在美國駐烏克蘭大使館的網站上。
白宫新闻秘书珍·莎琪表示，「透過傳播有關五角大樓據稱開發生物武器的烏克蘭生物實驗室的虛假信息，莫斯科希望為進一步升級烏克蘭的無理侵略戰爭鋪平道路。」她還表示，俄罗斯可能会在乌克兰使用化学武器，或制造使用这些武器的假旗行动。美國國務院發言人內德·普萊斯稱俄羅斯的說法是虛假資訊，並澄清說美國沒有在烏克蘭設立生產生物武器的實驗室。美国总统乔·拜登也表示俄罗斯的相关指控是错误的，并说明普京正在考虑在对乌克兰的战争中使用这类武器，但拜登并未提出证据。
2022年5月13日，美国驻联合国副大使理查德·米尔斯指责俄罗斯透過安理會散布美国在乌克兰实施秘密生化武器计划是「错误和荒谬的」，指出俄羅斯散布假消息是為了轉移大眾對於俄國侵略烏克蘭的注意力 。

## 科學界的觀點
俄羅斯其他國家科學界的代表批評俄羅斯有關烏克蘭發展生物以及種族或種族（基因）武器證據的聲明。專家指責俄羅斯國防部在3月6日於俄羅斯多家媒體公開發表的一份聲明中故意直接提供虛假資訊。這份俄羅斯國防部發言人伊戈尔·科纳申科夫少將所聲稱的是烏克蘭實驗室用於製造生物武器的菌株的明確證據中，並不存在包含特別危險感染菌株的名稱。
專家們將俄羅斯國防部和俄羅斯代表在向聯合國提出索賠時提交的材料描述為與生物武器沒有直接關係的文件。例如，據Yevgeny Levitin在接受新聞門戶網站“TheIntercept （页面存档备份，存于）”採訪時說，在這些文件中，有外國科學家會議邀請、鳥類環志記錄、在生物實驗室工作時的安全規則等，以及微生物的致病和非致病菌株清單，包括從俄羅斯收集的那些。生物學家還批評據稱已被發現的開發種族武器的證據。在Evgeny Kunin接受三位一體選項 - 科學和新報的採訪，Mikhail Favorov接受Naryshkin ad的YouTube頻道的採訪，以及Alistair Hay、Oliver Jones、Richard Parsons在一份聲明中代表科學媒體中心的聲明中，都指出種族或基因武器是假設性的，在科學理論和科學技術發展的現階段是不可能的。

## 聯合國的調查
俄羅斯外交部聲稱，在烏克蘭沒收的文件證明了存在製造生物武器。在此基礎上，俄羅斯代表向聯合國提起了針對烏克蘭的訴訟。2022年3月11日，联合国安理会应俄罗斯要求举行会议。在3月18日舉行的第8999號安理會會議上，联合国裁军事务负责人中满泉表示，關於烏克蘭的生物武器計劃，正如她在3月11日的類似會議上向安理會通報的那樣，聯合國並不了解此類生物武器計劃，并强调联合国既没有授权也没有能力调查这种指控。她還指出，俄羅斯聯邦和烏克蘭都是1972年《生物武器公約》的締約國，該公約有效地禁止了開發、生產、獲取、轉讓、儲存和使用生物和毒素武器。
美国及其盟友则指责俄罗斯将这一主张作为俄罗斯可能发生生物或化学攻击的前奏。2022年11月2日，俄罗斯与中国在安理会上提倡要求调查美国在乌克兰研究生化武器的指控被否决。美国和其盟国批评俄罗斯此举是在浪费安理会时间和传播阴谋论。

## 互联网上的阴谋论者
2022年3月，CNN、法蘭西24和外交政策報導稱，匿名者Q的推動者正在呼應俄羅斯製造的關於美國資助烏克蘭實驗室的陰謀論的虛假資訊。俄羅斯官方媒體錯誤地聲稱「美國的秘密生物實驗室」正在製造武器，這一說法已遭到美國、烏克蘭和聯合國的駁斥。實際上，烏克蘭衛生部和美國國防部於2005年簽署了一項協議，以防止可能用於生物武器開發的技術和病原體的傳播。新的實驗室建立了起來，用以保護和拆除蘇聯生物武器計劃的殘餘物，且從那時起這些實驗室就用於監測和預防新的流行病。這些實驗室是公開上市而非俄羅斯所宣稱那樣「秘密的」；其是由烏克蘭等東道國擁有和運營，並非俄羅斯所聲稱的美國。
尽管有关俄罗斯的说法被多方驳斥为散播虚假信息，但并不阻止一些阴谋论者的继续传播。在陰謀論的解釋中，匿名者Q的追隨者為俄羅斯入侵烏克蘭辯護，聲稱是弗拉迪米爾·普丁和唐納·川普試圖摧毀烏克蘭的「軍事」實驗室。信息战也支持這一陰謀論。在中文区，中国《环球时报》引描美国阴谋论网站《信息战》（InfoWars.com），发布一篇新冠病毒起源于美国实验室的误导性文章的帖子，在微博引起大量传播：超过16.7亿用户浏览了这篇文章，并产生了292,000条评论。《环球时报》文章认为，乌克兰实验室对冠状病毒病的起源方面「更接近真相」，并介绍俄罗斯军方「在乌克兰有大量证据」，表明美国附属实验室正在生产生物武器。该篇报导获得45家中国媒体报道，但都没有提供任何文件或视频证据来支持其说法。
Zignal Labs評估說，有影響力的英文使用者最初闡述了這一話題，此後透過俄羅斯宣傳進行傳播；3月6日之後，關於「生物實驗室」的俄文貼文增加，超過了關於該主題的英文貼文。據網路安全和威脅情報公司Pyrra Technologies的說法，第一次提到烏克蘭生物實驗室是2月14日在另類科技極右翼社交網路Gab上發佈的一篇文章，時間是入侵開始前十天。

## 陰謀論的傳播和反應
據記者賈斯汀·林（Justin Ling）稱，烏克蘭生物武器的虛構故事「從一個邊緣的匿名者Q頻道直接傳播到福克斯新聞和小唐納·川普那裡」。福克斯新聞的評論員塔克·卡森聲稱美國正在「資助製造致命病原體」，並播放了俄羅斯和中國政府發言人指責華盛頓在歐洲實施生物武器計劃的聲明。塔克·卡森在接下來的幾集中繼續這個故事，包括2022年3月10日葛倫·葛林華德的客串一集。
據瓊斯母親報導，該月，克里姆林宮向對國家友好的媒體發送了一份備忘錄，稱「盡可能多地」使用卡森的視頻剪輯是「必要的」。瓊斯母親進一步觀察到，卡森是唯一被克里姆林宮採用這種方式的西方媒體專家。
新聞週刊報導稱，來自夏威夷州的前美國眾議員圖爾西·加巴德因贊成烏克蘭「受美國資助的生物實驗室」正在研究「致命病原體」的觀點而被批評者稱為「俄羅斯資產」，儘管加巴德「沒有重複烏克蘭在美國軍方支持下開發生物武器的說法……但一些人批評加巴德的推文似乎與俄羅斯兜售的謊言相呼應」，這些批評者包括伊利諾伊州共和黨議員亞當·金辛格和米特·羅姆尼。加巴德也出現在福克斯新聞上，與卡森討論這些說法，俄羅斯的國家電視台播放了這段視頻。加巴德後來澄清了評論，稱她不相信烏克蘭存在生物武器，但表示據稱在活躍戰區的研究病原體實驗室可能遭到俄羅斯破壞。
布魯金斯學會的數據集追踪了3月8日至18日期間一組右翼政治Podcast如何宣傳「烏克蘭生物武器實驗室」的虛構故事，其中最多產的是史蒂夫·班農和查理·柯克，他們分別在五集中支持了這一敘述。以前的COVID-19陰謀論經常被重新討論，對安東尼·佛奇各種未經證實的指控被提及超過50次。根據布魯金斯學會的說法，Podcast媒體傳播虛假資訊的速度可能比「社交」媒體更快，因為沒有「內置機制」讓聽眾反對索賠或事實核查。
丹麦哥本哈根大学俄罗斯虚假信息研究员叶夫根尼·戈洛夫琴科（Yevgeniy Golovchenko）接受《法蘭西24》访问时表示，对于中国支持乌克兰实验室的谣言并不感到惊讶：「我们没有忘记在Covid-19大流行期间，北京和华盛顿之间已经就秘密实验室进行了热烈的交流」。叶夫根尼·戈洛夫琴科认为，对于北京来说，这种新阴谋论来的及时，这使中国能够在不公开承诺入侵乌克兰的情况下，向其「朋友」弗拉基米尔·普京表示支持，又能就新冠病毒起源归咎于美国。

## 與以前的陰謀論的聯繫
政治學家兼間諜學者托馬斯·里德認為，這可能是克里姆林宮根據歷史先例「指責他們實際上正在做的事情的另一方」的一個案例。1980年代，當蘇聯在寮國和阿富汗部署化學武器時，與蘇聯保持一致的媒體發佈虛假資訊，聲稱中央情報局正在將蚊子武器化。蘇聯的虛假報導將艾滋病歸咎於美國，他們稱之為「感染行動」，其目的也是為了轉移人們對當代蘇聯活動的注意力。此外，里德表示，右翼採用的烏克蘭生物實驗室陰謀論，可能受到先前極右翼關於中國與COVID-19之間的陰謀論的影響。
克里姆林宮有在前蘇聯加盟共和國煽動關於普通生物實驗室的陰謀論的歷史，此前曾傳播有關喬治亞和哈薩克的宣傳，與最近針對烏克蘭的指控類似。例如，喬治亞的公共衛生機構盧加爾研究中心正在致力於抗擊COVID-19大流行的時候，克里姆林宮對該研究中心進行虛假指控。自從納恩-盧加爾減少威脅合作計劃成立以來，這些實驗室一直受到國際合作夥伴的廣泛關注，該合作旨在遏制和消除前蘇聯遺留的大規模殺傷性武器（核武器、化學武器和生物武器）。當這種威脅減少完成後，新獨立國家擁有的研究設施開始了公共衛生研究的任務，包括監測和預防新的流行病。作為減少生物威脅的國際協議延續的一部分，國防部「自2005年以來向烏克蘭衛生部提供技術支持，以改善公共衛生實驗室」，但不控制或向公共衛生設施提供人員。